# Кременецкий, Владимир Яковлевич
Владимир Яковлевич Кременецкий (8 октября 1910 — 1995) — советский инженер-конструктор жидкостных реактивных двигателей, лауреат Ленинской премии.
В 1930-е годы возглавлял экспериментальный цех и конструкторское бюро ЗиС, где в 1937—1939 годах был руководителем создания первого советского спортивного автомобиля ЗИС-101А-Спорт. Разработал для этого проекта задний мост с гипоидной передачей (впервые в СССР).
С 1947 по 1971 год — начальник отдела НПО Энергомаш имени академика В. П. Глушко. Ведущий специалист в области разработки агрегатов общей сборки ЖРД.
Ленинская премия 1957 года — «за большой вклад в создание двигателей РД-107 и РД-108 для запуска первого искусственного спутника Земли».
Награждён орденами «Знак Почёта» и Трудового Красного Знамени.
Похоронен на Востряковском еврейском кладбище.

## Семья
Родители — Яков Савельевич Кременецкий (1883—1935) и Ревекка Фадеевна Кременецкая (1885—1961).
Жена — Татьяна Павловна Кременецкая (1911—1996).